# Charles Alston (botánico)
Charles Alston ( 24 de octubre de 1685– 22 de noviembre de 1760) fue un botánico, y médico escocés .
Había nacido en Hamilton (Escocia). En 1715 se fue a Leyden para estudiar bajo el médico neerlandés Hermann Boerhaave. A su retorno a Escocia, fue profesor en materia medica y de botánica en Edimburgo, y luego superintendente del Real Jardín Botánico de Edimburgo. Fue crítico del sistema linneano de Linneo de clasificación binomial.
Fue sepultado en la Catedral de Canongate Churchyard, de Edimburgo.

## Honores

### Epónimos
El género arbóreo Alstonia R.Br.